# 高梨沙羅
高梨沙羅（日语：／ Takanashi Sara */?、1996年10月8日—），是一位出身於日本北海道的女子跳台滑雪選手。
她於2012年3月3日在日本宮城縣藏王町的比賽首次得到世界盃冠軍，隨後在2012-13賽季、2013-14賽季、2015-16賽季及2016-17賽季，共四季獲頒賽季總冠軍，累計53座冠軍也是女子選手的紀錄。

## 經歷

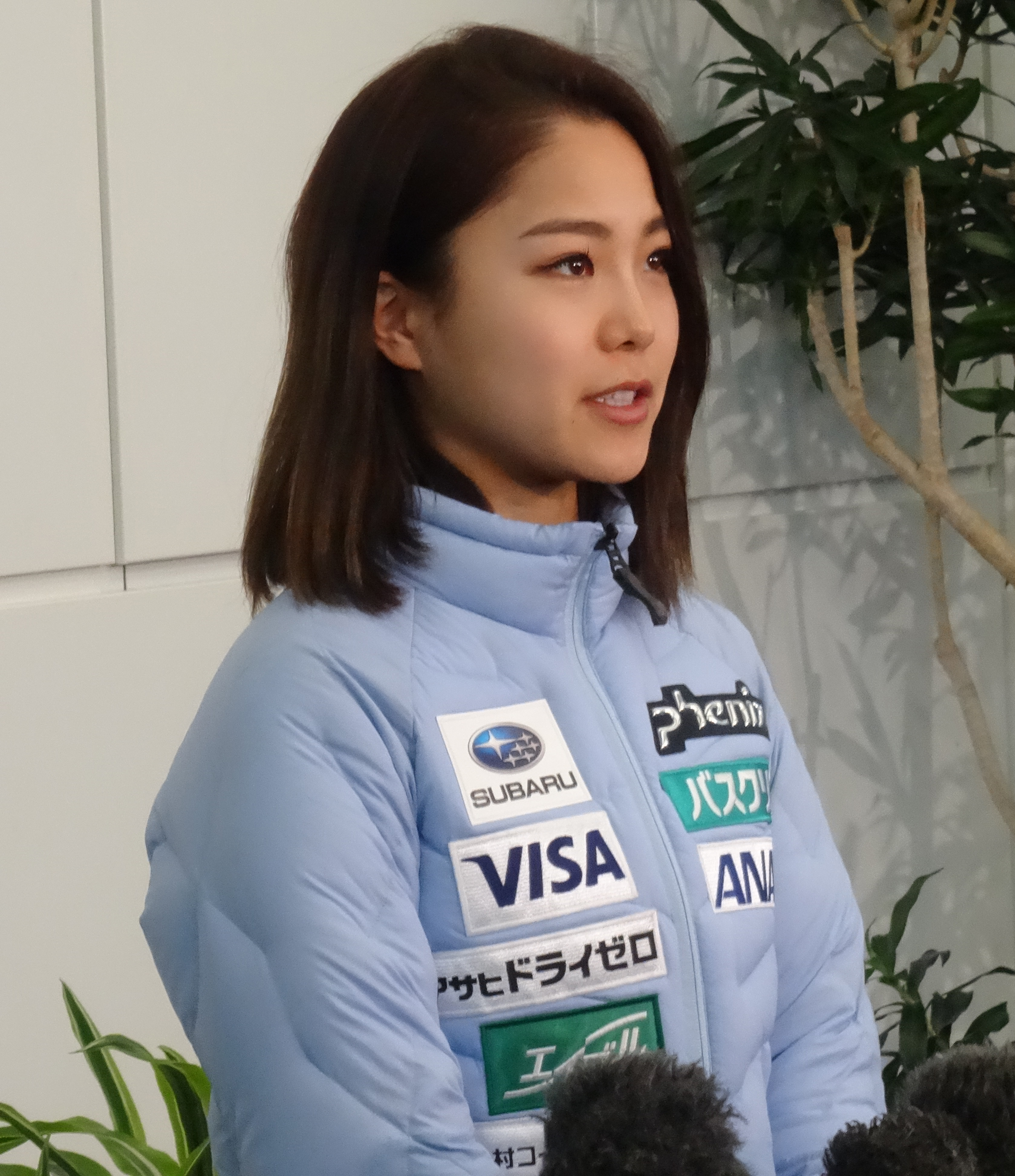
2017年1月4日攝於羽田機場。

高梨沙羅出生於日本北海道上川郡上川町。上川町立上川中學校畢業後，目前就讀旭川市的「Grace Mountain國際學校」（グレースマウンテンインターナショナルスクール）。父親是前跳台滑雪選手，而哥哥則為現役選手。
從小學二年級時就作出高山滑雪的動作，認真研究電視影像中的傑出選手、的飛躍英姿，並加入地方的跳台滑雪少年團。
升學時首先選擇國際學校，因為認為「到國外遠征時需要開口說英語，還有充沛的精神」。2012年8月，她通過了日本的「高等學校卒業程度認定試驗」。
2011年2月19日，由國際滑雪聯盟（FIS）在奧地利舉行的賽事裡奪冠，成為FIS史上獲得優勝的最年輕女子選手。2011-12賽季開始，進入世界盃參賽，在1月8日所進行的個人第3輪比賽奪下亞軍，首次站上頒獎臺，3月3日在故鄉日本的個人第11輪比賽，獲得了日本女子選手在該賽事首座冠軍。接下來的2012-13賽季，她囊括了16輪中的8座冠軍，在還有兩輪尚未舉行的情況下，確定拿下首座個人賽季冠軍，是日本人在世界盃的首次，年齡16歲又4個月，也寫下大會賽季奪冠選手中最年輕的紀錄。之後在義大利的2013年FIS世界滑雪錦標賽落敗於美國選手Sarah Hendrickson，獲得銀牌，也是日本選手在本賽事女子跳台滑雪的最佳成績。隨後的團體賽，與伊藤有希、伊東大貴、竹内擇出賽，摘下金牌。
此外，自2013-14年賽季起，與化工公司KURARAY簽約，以該公司的名義代表參加賽事。

## 主要競賽成績
冠軍以粗體文字表示

### 2009年
- 7月18日 第29回札幌市長杯宮之森夏季跳台滑雪大會：第3位（得分：228.5）
- 10月18日 第3回伊藤杯夏季最終大倉山跳台滑雪大會：女子優勝（得分：158.5）

### 2010年
- 1月3日 第51回雪印杯全日本跳台滑雪大會：第2位（得分：198.5）
- 1月8日 第4回STV盃國際跳台滑雪競技大會：女子優勝（得分：232.5）
- 3月2日 FIS跳台滑雪洲際盃（日本、藏王町）：第3位（得分：214.5）
- 7月31日 第28回札幌市長杯宮之森夏季跳台滑雪大會：女子優勝（得分：189.5）
- 8月1日 第11回札幌市長杯大倉山跳台滑雪大會：女子優勝（得分：229.6）
- 8月15日 FIS跳台滑雪洲際盃夏季賽（德國、比紹夫斯格林）：第2位（得分：233.5）
- 8月18日 FIS競賽（德國、Pöhla）：第3位（得分：235.7）
- 10月17日 第4回伊藤杯夏季最終大倉山跳台滑雪大會：女子優勝（得分：169.1）
- 10月30日 第5回鹿角夏季跳台滑雪・組合大會：特別跳台滑雪女子優勝（得分：238.1）

### 2011年
- 1月3日 第52回雪印杯全日本跳台滑雪大會：女子優勝（得分：223.0）
- 1月7日 第5回STV盃國際跳台滑雪競技大會：第2位（得分：113.0）
- 1月10日 第53回HBC盃跳台滑雪競技會:女子優勝（得分：146.8）

決賽時創下141公尺距離的新紀錄
- 1月27日 FIS青年滑雪世界盃個人（愛沙尼亞、奧泰佩）：第6位（得分：235.5）
- 2月12日 FIS跳台滑雪洲際盃（波蘭、扎科帕內）：第2位（得分：228.5）
- 2月13日 FIS跳台滑雪洲際盃（波蘭、扎科帕內）：第2位（得分：244.0）
- 2月19日 FIS跳台滑雪洲際盃（奧地利、Ramsau）：冠軍（得分：234.0）

FIS認定為國際跳台滑雪比賽中史上最年少的女子冠軍選手
- 2月20日 FIS跳台滑雪洲際盃（奧地利、Ramsau）：冠軍（得分：251.0）

延續上一日繼續獲勝
- 2月25日 FIS跳台滑雪世界錦標賽（挪威、奧斯陸）：第6位（得分：195.0）
- 7月19日 FIS跳台滑雪洲際盃（波蘭、什切爾克）：第2位（得分：237.4）
- 8月13日 FIS跳台滑雪洲際盃夏季賽（德國、比紹夫斯格林）：第2位（得分：244.6）
- 8月14日 FIS跳台滑雪洲際盃夏季賽（德國、比紹夫斯格林）：第2位（得分：241.2）
- 8月17日 FIS競賽（德國、Pöhla）：冠軍（得分：243.8）
- 10月29日 第6回鹿角夏季跳台滑雪・組合大會:特別跳台滑雪女子優勝（得分：238.9）
- 11月29日 FIS跳台滑雪洲際盃（芬蘭、羅瓦涅米）
  - 第1場：冠軍（得分：235.0）
  - 第2場：第3位（得分：219.5）

### 2012年
- 1月8日 FIS跳台滑雪世界盃 個人第3場比賽（德國、欣特察爾滕）：第2位（得分：242.6）※首次站上FIS世界盃女子的頒獎臺[18]
- 1月14日 2012年冬季青年奧林匹克運動會個人（奧地利、因斯布魯克）：金牌（得分：269.3）

※第一次和第二次皆以76.5公尺的成績完成比賽（HS75），順利摘下金牌。
- 1月21日 2012年冬季青年奧林匹克運動會團體（奧地利、因斯布魯克）：第5位（團體得分：576.0）
- 2月11日 FIS跳台滑雪世界盃（斯洛維尼亞、Ljubno ob Savinji）：第2位（得分：245.2）
- 2月12日 FIS跳台滑雪世界盃（斯洛維尼亞、Ljubno ob Savinji）：第2位（得分：246.7）
- 2月18日 FIS跳台滑雪洲際盃（捷克、利貝雷茨）：第3位（得分：240.0）
- 2月23日 FIS青年滑雪世界盃個人（土耳其、埃爾祖魯姆）：冠軍（得分：276.5）[19]
- 2月25日 FIS青年滑雪世界盃團體（土耳其、埃爾祖魯姆）：冠軍（團體得分：968.0）
- 3月3日 FIS跳台滑雪世界盃（日本、藏王）
  - 第1場比賽：第2位（得分：252.7）
  - 第2場比賽：冠軍（得分：124.9）[20]
- 3月4日 FIS跳台滑雪世界盃 第12場比賽（日本、藏王）：第2位（得分：234.2）
- 3月9日 FIS跳台滑雪世界盃（挪威、奧斯陸）：第2位（得分：250.7）
- 8月4日 第30回札幌市長杯宮之森夏季跳台滑雪大會：女子優勝（得分：258.0）
- 8月5日 第13回札幌市長杯大倉山跳台滑雪大會：第2位（得分：212.6）
- 8月14日 FIS跳台滑雪大獎賽團體（法國、庫爾舍瓦勒）：冠軍（團體得分：930.8）
- 8月17日 FIS跳台滑雪大獎賽個人（德國、欣特察爾滕）：第2位（得分：239.9）
- 8月18日 FIS跳台滑雪大獎賽團體（德國、欣特察爾滕）：第2位（團體得分：1000.8）
- 9月22日 FIS跳台滑雪大獎賽個人第1場比賽（哈薩克、阿拉木圖）：冠軍（得分：247.3）
- 9月23日 FIS跳台滑雪大獎賽個人第2場比賽（哈薩克、阿拉木圖）：冠軍（得分：240.1）
- 10月21日 第6回伊藤杯夏季最終大倉山跳台滑雪大會：女子優勝（得分：247.5）
- 10月27日 第7回鹿角夏季跳台滑雪・組合大會:特別跳台滑雪女子優勝（得分：242.7）
- 11月23日 FIS跳台滑雪世界盃團體 （丹麥、利勒哈默爾）：第2位（團體得分：966.0）
- 11月24日 FIS跳台滑雪世界盃個人第1輪 （丹麥、利勒哈默爾）：冠軍（得分：265.2）
- 12月8日 FIS跳台滑雪世界盃個人第2輪 （俄羅斯、索契）：第2位（得分：258.0）
- 12月9日 FIS跳台滑雪世界盃個人第3輪 （俄羅斯、索契）：第3位（得分：228.9）
- 12月14日 FIS跳台滑雪世界盃個人第4輪 （奧地利、Ramsau）：冠軍（得分：241.0）

### 2013年
- 1月5日 FIS跳台滑雪世界盃個人第5輪 （德國、紹納）：冠軍（得分：242.1）
- 1月6日 FIS跳台滑雪世界盃個人第6輪 （德國、紹納）：第4位（得分：221.3）
- 1月12日 FIS跳台滑雪世界盃個人第7輪 （德國、欣特察爾滕）：第2位（得分：242.4）
- 1月13日 FIS跳台滑雪世界盃個人第8輪 （德國、欣特察爾滕）：冠軍（得分：247.5）
- 1月24日 FIS青年滑雪世界盃個人（捷克、利貝雷茨）：冠軍（得分：268.0）
- 1月26日 FIS青年滑雪世界盃團體（捷克、利貝雷茨）：第5位（團體得分：726.5）
- 2月2日 FIS跳台滑雪世界盃個人第9輪 （日本、札幌）：第12位（得分：99.1）
- 2月3日 FIS跳台滑雪世界盃個人第10輪 （日本、札幌）：第5位（得分：225.4）
- 2月10日 FIS跳台滑雪世界盃 （日本、藏王）
  - 個人第11輪：冠軍（得分：228.0）
  - 個人第12輪：冠軍（得分：240.4）
- 2月16日 FIS跳台滑雪世界盃個人第13輪 （斯洛維尼亞、Ljubno）：冠軍（得分：225.1）
- 2月17日 FIS跳台滑雪世界盃個人第14輪 （斯洛維尼亞、Ljubno）：冠軍（得分：266.9）
- 2月22日 FIS世界滑雪錦標賽個人 （義大利、Val di Fiemme）：第2位（得分：251.0）
- 2月24日 FIS世界滑雪錦標賽團體 （義大利、Val di Fiemme）：冠軍（團體得分：1011.0）
- 3月1日 FIS競賽 （日本、札幌）：冠軍（得分：224.0）
- 3月3日 FIS競賽 （日本、札幌）：冠軍（得分：213.6）
- 3月15日 FIS跳台滑雪世界盃個人第15輪 （挪威、特隆赫姆）：第2位（得分：274.9）
- 3月17日 FIS跳台滑雪世界盃個人第16輪 （挪威、奧斯陸）：第2位（得分：260.8）

## 世界盃成績
| 賽季    | 1           | 2            | 3            | 4                     | 5                     | 6          | 7          | 8          | 9          | 10        | 11         | 12         | 13         | 14         | 15        | 16     | 17          | 18          | 19   | 積分 |
|         |             |              |              |                       |                       |            |            |            |            |           |            |            |            |            |           |        |             |             |      |      |
| 2011/12 | Lillehammer | Hinterzten   | Hinterzten   | Val di Fiemme         | Val di Fiemme         | Hinzenbach | Hinzenbach | Ljubno     | Ljubno     | Zaō Onsen | Zaō Onsen  | Zaō Onsen  | Oslo       |            |           |        |             |             |      | 639  |
| 2011/12 | 5           | 17           | 2            | –                     | –                     | –          | –          | 2          | 2          | 1         | 2          | 2          | 2          |            |           |        |             |             |      | 639  |
|         |             |              |              |                       |                       |            |            |            |            |           |            |            |            |            |           |        |             |             |      |      |
| 2012/13 | Lillehammer | Sochi        | Sochi        | Ramsau am Dachstein   | Schonach              | Schonach   | Hinterzten | Hinterzten | Sapporo    | Sapporo   | Zaō Onsen  | Zaō Onsen  | Ljubno     | Ljubno     | Trondheim | Oslo   |             |             |      | 1297 |
| 2012/13 | 1           | 2            | 3            | 1                     | 1                     | 4          | 2          | 1          | 12         | 5         | 1          | 1          | 1          | 1          | 2         | 2      |             |             |      | 1297 |
|         |             |              |              |                       |                       |            |            |            |            |           |            |            |            |            |           |        |             |             |      |      |
| 2013/14 | Lillehammer | Hinterzten   | Hinterzten   | Chaykovsky, Perm Krai | Chaykovsky, Perm Krai | Sapporo    | Sapporo    | Zaō Onsen  | Zaō Onsen  | Planica   | Planica    | Hinzenbach | Hinzenbach | Râșnov     | Râșnov    | Oslo   | Falun       | Planica     |      | 1720 |
| 2013/14 | 1           | 1            | 1            | 1                     | 3                     | 1          | 1          | 1          | 1          | 2         | 2          | 1          | 1          | 1          | 1         | 1      | 1           | 1           |      | 1720 |
|         |             |              |              |                       |                       |            |            |            |            |           |            |            |            |            |           |        |             |             |      |      |
| 2014/15 | Lillehammer | Sapporo      | Sapporo      | Zaō Onsen             | Oberstdorf            | Oberstdorf | Hinzenbach | Hinzenbach | Râșnov     | Râșnov    | Ljubno     | Ljubno     | Oslo       |            |           |        |             |             |      | 973  |
| 2014/15 | 3           | 1            | 1            | 7                     | 3                     | 5          | 3          | 8          | 2          | 1         | 1          | 1          | 1          |            |           |        |             |             |      | 973  |
|         |             |              |              |                       |                       |            |            |            |            |           |            |            |            |            |           |        |             |             |      |      |
| 2015/16 | Lillehammer | Nizhny Tagil | Nizhny Tagil | Sapporo               | Sapporo               | Zaō Onsen  | Zaō Onsen  | Oberstdorf | Oberstdorf | Oslo      | Hinzenbach | Hinzenbach | Ljubno     | Ljubno     | Lahti     | Almaty | Almaty      |             |      | 1610 |
| 2015/16 | 1           | 2            | 1            | 1                     | 1                     | 1          | 1          | 1          | 1          | 1         | 1          | 1          | 2          | 4          | 1         | 1      | 1           |             |      | 1610 |
|         |             |              |              |                       |                       |            |            |            |            |           |            |            |            |            |           |        |             |             |      |      |
| 2016/17 | Lillehammer | Lillehammer  | Nizhny Tagil | Nizhny Tagil          | Oberstdorf            | Oberstdorf | Sapporo    | Sapporo    | Zaō Onsen  | Zaō Onsen | Râșnov     | Râșnov     | Hinzenbach | Hinzenbach | Ljubno    | Ljubno | Pyeongchang | Pyeongchang | Oslo | 1455 |
| 2016/17 | 1           | 1            | 3            | 1                     | 1                     | 1          | 2          | 4          | 5          | 2         | 2          | 1          | 1          | 1          | –         | –      | 2           | 1           | 2    | 1455 |

## 演出

### 電視廣告
- 森永製菓「ウイダーinゼリー」（與淺田真央共演）

## 外部連結
- 官方网站 （日語）